# Гюни
Гюни́ (фр. Guny) — коммуна во Франции, находится в регионе Пикардия. Департамент коммуны — Эна. Входит в состав кантона Вик-сюр-Эн. Округ коммуны — Лан.
Код INSEE коммуны — 02363.

## Население
Население коммуны на 2010 год составляло 446 человек.
| 1962 | 1968 | 1975 | 1982 | 1990 | 1999 | 2010 |
| ---- | ---- | ---- | ---- | ---- | ---- | ---- |
| 580  | 562  | 594  | 549  | 508  | 447  | 446  |

## Экономика
В 2010 году среди 290 человек трудоспособного возраста (15—64 лет) 204 были экономически активными, 86 — неактивными (показатель активности — 70,3 %, в 1999 году было 66,4 %). Из 204 активных жителей работали 172 человека (108 мужчин и 64 женщины), безработных было 32 (19 мужчин и 13 женщин). Среди 86 неактивных 22 человека были учениками или студентами, 22 — пенсионерами, 42 были неактивными по другим причинам.